# Classe dirigeante
La classe dominante ou la classe dirigeante est, en science politique et en sociologie, l'appellation donnée à la classe sociale qui concentre les fonctions de direction dans les différents domaines de la société. Dans la société capitaliste moderne, la classe dominante correspond à l'élite entrepreneuriale et administrative et les individus qui la composent bénéficient d'un niveau de richesse supérieur à celui des individus de la classe moyenne.

## Historique
Le concept de classe dominante apparaît au XIXe siècle chez Karl Marx qui l'oppose à la classe dominée dans sa théorie de la lutte des classes, qu'il dit avoir trouvée chez l'historien François Guizot. Plusieurs classes dominantes se conjuguent ou se succèdent selon les époques, chacune s'appuyant sur la propriété monopolistique des moyens de production et sur une idéologie de classe permettant de légitimer leur pouvoir.
Au XXe siècle, le sociologue Pierre Bourdieu étudie les modes de domination et de reproduction de la classe dominante ; il met en évidence qu'il existe une composante de la classe dominante qui monopolise l'appareil d'État et qu'il appelle la Noblesse d'État. Plus récemment, Paul De Grauwe, professeur à la London School of Economics fait en 2017 le constat que « les milliardaires contrôlent les entreprises, les médias et la politique, une situation dramatique pour une démocratie » .

## Catégorisation de la classe dirigeante
Le concept de classe dominante a été remplacé par celui de classe dirigeante dans les travaux de sociologie politique d'inspiration technocratique ou managériale. Pour Raymond Aron, la classe dirigeante peut être articulée en catégories dirigeantes.
Selon Raymond Aron, la classe dirigeante regroupe un certain nombre de catégories dans lesquelles se distribuent les personnes ayant une influence importante que l'on peut regrouper en différents champs et ce, tant au niveau du pouvoir temporel que spirituel :
- Champ politique : le personnel politique, ses conseillers et les personnes choisies par ce personnel pour occuper les postes de hauts fonctionnaires, etc.
- Champ économique et financier : dirigeants de grandes entreprises, actionnaires importants, gestionnaires de banques et dirigeants d'instance monétaire nationale ou internationale, etc.
- Champ intellectuel : scientifiques (technocrates), intelligentsia, écrivains, artistes, experts, etc.
- Champ médiatique : journalistes indépendants ou sous l'influence ou la direction de groupes de médias, directeurs d'instituts de sondage, influenceurs du web.
- Champ juridique et judiciaire : juges, procureurs, etc.
- Champ religieux : chefs ou porte-paroles religieux.

## Unité de la classe dirigeante
Les personnes désignées comme membres des différentes catégories de la classe dirigeante ont certaines particularités en commun. Ainsi pour la majorité de ces personnes, l'accès à la classe dirigeante est le résultat d'un processus élitiste de recrutements ou d'élections reposant en grande partie sur les distinctions possibles que peuvent mettre en évidence un parcours de vie. Comme exemple de distinction, on peut par exemple être issu en France, d'une grande école telle que l'École nationale d'administration, l'École normale supérieure, l'École polytechnique, HEC, etc.
La réalité d'une conscience de classe dirigeante est illustrée par d'autres pratiques de classe, comme la participation à des clubs privés tels que Le Siècle (France), le Cercle de Lorraine (Belgique) ou le Groupe Bilderberg (pays membres de l'OTAN), essentiellement composés de dirigeants de grandes sociétés et de personnalités politiques.
La réalité institutionnelle d'une classe dirigeante est notamment illustrée par le cas des États-Unis, réputés comme un exemple de démocratie, où plus de la moitié des membres du Congrès des États-Unis font partie du 1 % les plus riches de la population,.

## Auto-organisation
Contrairement à certaines théories du complot qui imaginent une élite complotant pour dominer le monde, le phénomène de classe dominante relève le plus souvent de l'auto-organisation, de phénomène collectif spontané, conduit par des intérêts partagés ou convergents. Les individus constituants la classe dominante peuvent simplement suivre leurs intérêts individuels et, sans s'en rendre compte, contribuer à la défense de leurs privilèges de classe.

## Analyse statistique
Christian Silva et Victor Yakovenko ont démontré la réalité statistique de deux classes sociales (97% - 3%) : alors que la distribution statistique des revenus individuels de la majorité de la population répond à la loi de Boltzmann-Gibbs de façon stable dans le temps, celle de la classe privilégiée suit la loi de Pareto mais enfle ou rétrécit en fonction du marché boursier .